# Флёгельн
Флёгельн (нем. Flögeln) — община в Германии, в земле Нижняя Саксония.
Входит в состав района Куксхафен. Подчиняется управлению Бедеркеза. Население составляет 620 человек (на 15 мая 2022 года). Занимает площадь 25,26 км².